# Кровь машин
«Кровь машин» (англ. Blood Machines) — 50-минутный французский фантастический фильм от двух режиссёров под общим псевдонимом Сет Икерман. В фильме использована музыка синтвейв-исполнителя Carpenter Brut.
Премьера состоялась в рамках фестиваля Etrage Film Festival во Франции 14 сентября 2019 года. После этого фильм был показан также на фестивалях в Португалии, США, Швеции, Канаде, Великобритании, Испании, Бельгии, Италии, Мексике, Австралии, Финляндии, Германии, Бразилии и др.

## Сюжет
Мима — искусственный интеллект, управляющий космическим кораблем, который сбивают космические мусорщики Васкан и Лаго. Корабль попадает на планету Апус 7, и при попытках разграбить его мусорщики сталкиваются с местными одичалыми женщинами, которые намерены его «вылечить». Тем временем Мима принимает форму призрачной женщины с пылающим крестом на торсе…

## В ролях
- Элиза Ласовски — Кори
- Андерс Хейнриксен — Васкан
- Кристиан Эриксон — Лаго
- Наташа Кэшман — Бальд
- Уолтер Дикерсон — Гальдор
- Жоэль Беркманс — Мима
- Александра Фландрин — Мима (голос)
- Ноеми Стивенс — Трейси

## Производство
История создания фильма «Кровь машин» началась в 2016 году, когда был снят клип на песню «Turbo Killer» от Carpenter Brut. Режиссёром, постановщиком и монтажером этого клипа был Сет Икерман (общий псевдоним двух режиссёров: Рафаэля Эрнандеса и Савитри Жоли-Гонфарда). В 4-минутном видео была создана отдельная вселенная со своими законами, героями и злодеями. Проект стал настолько успешным, что было решено снять продолжение в виде фильма. Первоначально он должен был длиться 30 минут, но собранных на Kickstarter средств в итоге хватило на 50.

## Маркетинг
Официальный оригинальный трейлер картины был опубликован на Youtube-канале Carpenter Brut 13 сентября 2019 года.

## Релиз
Премьера фильма состоялась на фестивале Etrage Film Festival во Франции 14 сентября 2019 года. После этого картина была показана на многих других фестивалях по всему миру. 21 мая 2020 года «Кровь машин» вышла на цифровых платформах Канады, Великобритании, Ирландии и США.